# Gamla järnvägsbron, Halmstad

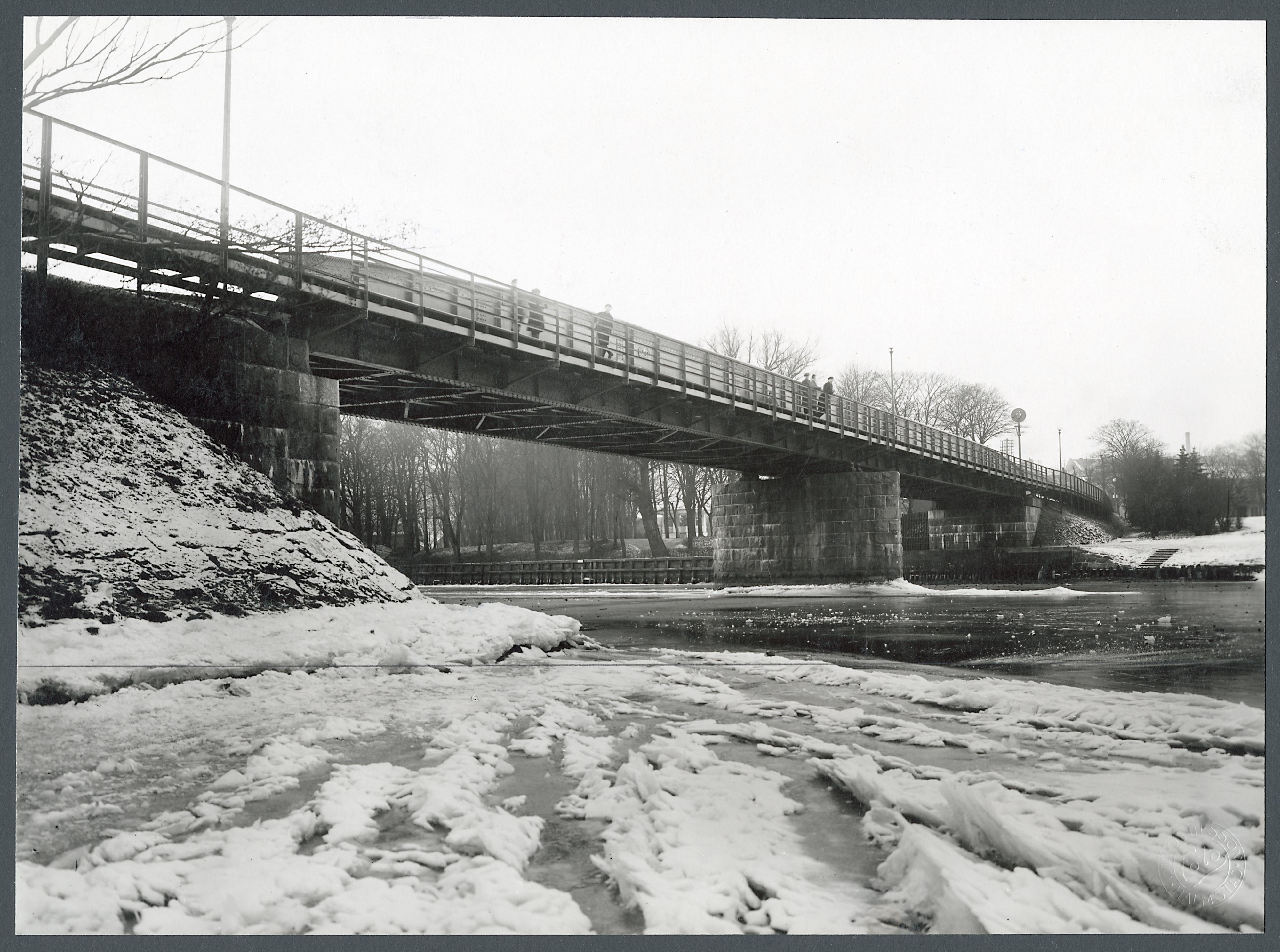
Järnvägsbron 1928

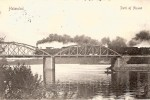
Järnvägsbron före 1928

Gamla järnvägsbron är en bro över Nissan i Halmstad. Den byggdes 1885 som en fackverksbro för järnvägstrafik på Mellersta Hallands Järnväg, senare Västkustbanan, med två spann och byggdes om 1928 till i stort sett nuvarande utseende. Efter det att järnvägsspåret genom västra delen av Halmstad lades om 1985, byggdes bron om till en gång- och cykelbro och har rödmålats och ljussatts.
Väster om bron låg Halmstads norra station i norra delen av Norre Katts park fram till 1935, då den ersattes av en ny stationsbyggnad vid Radioplan.